# Episodi di Squidbillies (quinta stagione)
La quinta stagione della serie animata Squidbillies, composta da 11 episodi, è stata trasmessa negli Stati Uniti, da Adult Swim, dal 16 maggio al 18 luglio 2010.
La stagione segna la prima apparizione di Ga-Ga-Pee-Pap Cuyler, il padre di Early, interpretato da Jesco White.
In Italia la stagione è inedita.
| nº | Titolo originale                       | Prima TV USA   |
| -- | -------------------------------------- | -------------- |
| 1  | Need for Weed                          | 16 maggio 2010 |
| 2  | The Many Loves of Early Cuyler         | 23 maggio 2010 |
| 3  | Dead Squid Walking                     | 30 maggio 2010 |
| 4  | Young, Dumb and Full of Gums           | 6 giugno 2010  |
| 5  | Holodeck Redneck                       | 13 giugno 2010 |
| 6  | Frivolacious Squidigation?             | 20 giugno 2010 |
| 7  | Fatal Distraction                      | 27 giugno 2010 |
| 8  | Clowny Freaks                          | 4 luglio 2010  |
| 9  | Lean Green Touchdown Makifying Machine | 11 luglio 2010 |
| 10 | America: Why I Love Her                | 18 luglio 2010 |
| 11 | America: Why I Love Her                | 18 luglio 2010 |

## Need for Weed
- Diretto da: Jim Fortier e Dave Willis (non accreditati)
- Scritto da: Jim Fortier e Dave Willis

### Trama
Lil rivela di essere in un'operazione top secret di coltivazione della marijuana. Tuttavia quando il fatto viene allo scoperto, la band Widespread Panic decide di andare in città e di risolvere la situazione.
- Guest star: Widespread Panic (se stessi).
- Altri interpreti: Brendon Small (dottore, agente della CIA), Fred Armisen (agente della CIA).
- Sigla: Widespread Panic.[1]

## The Many Loves of Early Cuyler
- Diretto da: Jim Fortier e Dave Willis (non accreditati)
- Scritto da: Casper Kelly, Jim Fortier e Dave Willis

### Trama
Early pensa che può fare colpo su molte donne se avvia una setta e si propone come leader, permettendogli successivamente di sposarne quante ne vuole.
- Guest star: Mamie White (cugina di Krystal).
- Altri interpreti: Fred Armisen (Squid Jesus), Shawn Coleman.

## Dead Squid Walking
- Diretto da: Jim Fortier e Dave Willis (non accreditati)
- Scritto da: Jim Fortier e Dave Willis

### Trama
Il nonno di Rusty, Ga-Ga-Pee-Pap Cuyler, è in prigione tuttavia quando Rusty va a trovarlo, finisce per ricevere una mappa del tesoro dal nonno. Questo porta Rusty a cercare di capire la mappa e trovare il tesoro.
- Guest star: Jesco White (Ga-Ga-Pee-Pap Cuyler), George Lowe (voce del promo sul wrestling).
- Altri interpreti: Shawn Coleman, Alan Steadman.

## Young, Dumb and Full of Gums
- Diretto da: Jim Fortier e Dave Willis (non accreditati)
- Scritto da: Jim Fortier e Dave Willis

### Trama
Dan Halen manda nel panico tutta Dougal County quando afferma che il presidente Barack Obama sta immettendo fluoro nel sistema idrico della città insieme ad altri farmaci per sterilizzare tutti e impedire loro di riprodursi.

## Holodeck Redneck
- Diretto da: Jim Fortier e Dave Willis (non accreditati)
- Scritto da: Jim Fortier e Dave Willis

### Trama
Lo sceriffo decide di portare Rusty, Granny e Early su un ponte ologrammi gestito da un terapista.
- Guest star: Billie Reaves (Mammy), Jonathan Katz (Dott. Katz).
- Altri interpreti: Shawn Coleman.
- Note: Durante l'episodio è presente un cameo del Dott. Katz di Dr. Katz, Professional Therapist.
- Sigla: Hayes Carll.[2]

## Frivolacious Squidigation?
- Diretto da: Jim Fortier e Dave Willis (non accreditati)
- Scritto da: Jim Fortier e Dave Willis

### Trama
Quando Granny va alla fiera e si fa male su una delle giostre, Early pensa di aver trovato la sua opportunità finanziaria decidendo di citare in giudizio Dan Halen.
- Altri interpreti: Fred Armisen (Squid Jesus), Ned Hastings (Giudice).
- Sigla: Jimmie Dale Gilmore.[3]

## Fatal Distraction
- Diretto da: Jim Fortier e Dave Willis (non accreditati)
- Scritto da: Casper Kelly, Jim Fortier e Dave Willis

### Trama
Early si procura una nuova unità GPS truccata in modo che possa provare a cercare Bin Laden. Tuttavia quando il GPS si innamora di Early, decide di uccidere Rusty e Granny  in modo che possa avere Early tutto per sé.
- Guest star: Paul Stanley (se stesso), Tim Andrews (GPS omicida).
- Sigla: Todd Snider.[4]

## Clowny Freaks
- Diretto da: Jim Fortier e Dave Willis (non accreditati)
- Scritto da: Jim Fortier e Dave Willis

### Trama
Rusty si unisce a una band hip hop, presto seguito da Early, in cui si truccano e iniziano a chiamarsi Clowny Freaks. Rusty decide di abbandonare tuttavia Early vede la band come la sua nuova vocazione e non intende rinunciarvi.
- Guest star: Todd Snider (aragosta).
- Altri interpreti: Shawn Coleman, Andrew Montesi (voce al festival dei clown), Larry Wachs (clown da compleanno)
- Note: Il gruppo hip hop apparso nell'episodio è un riferimento agli Insane Clown Posse.
- Sigla: Lucinda Williams.[5]

## Lean Green Touchdown Makifying Machine
- Diretto da: Jim Fortier e Dave Willis (non accreditati)
- Scritto da: Jim Fortier e Dave Willis

### Trama
Le abilità calcistiche di Rusty sono tra le migliori in cicrcolazione e ha la possibilità di ottenere una borsa di studio per il college. Tuttavia Early è contrario al fatto che suo figlio vada al college e cerca di impedire in tutti i modi che ciò accada.
- Guest star: Chad Ochocinco (se stesso), Phil Hendrie.
- Altri interpreti: Fred Armisen.
- Sigla: Jason & the Scorchers.[6]

## America: Why I Love Her

La famiglia Cuyler, lo Sceriffo e la band country rock Drive-By Truckers suonano sopra la casa mentre sono circondati dai membri dell'Al-Qaeda.

- Diretto da: Jim Fortier e Dave Willis (non accreditati)
- Scritto da: Jim Fortier e Dave Willis

### Trama
Rusty viene rinchiuso in una cella dalla Al-Qaeda, mentre la famiglia Cuyler cercano di difendere la propria terra dall'assalto di alcuni stupidi terroristi che vogliono invadere l'Alabama. In stile musical, Early e gli altri cantano di quanto amano gli Stati Uniti d'America.
- Guest star: Drive-By Truckers, Rhett Miller (rappresentante di al-Qaeda), Todd Snider (coniglio), Gillian Welch, David Rawlings, Lucinda Williams, Will Oldham, Jimmie Dale Gilmore, Hayes Carll (animali che cantano).
- Altri interpreti: Fred Armisen.